# Ruchliwa
Ruchliwa – skała we wsi Borzęta w województwie małopolskim, w powiecie myślenickim, w gminie Myślenice. Pod względem geograficznym rejon ten należy do Pogórza Wielickiego w obrębie Pogórza Zachodniobeskidzkiego.
Ruchliwa zbudowana jest z piaskowca istebniańskiego. Znajduje się w lesie nad lewym brzegiem Jeziora Dobczyckiego. Dojazd ulicą Kazimierza Wielkiego w Myślenicach, następnie gruntową drogą przez las. Skała jest trudna do odszukania. Czas dojścia od Starych Skał 15 min. Uprawiany jest na niej bouldering. Jest 8 dróg wspinaczkowych o trudności od 6b do 7a w skali francuskiej oraz 4 drogi prawdopodobne. Start z pozycji stojącej lub z siedzenia. W 2022 r. skała znajdowała się w chaszczach i brak było jakiejkolwiek ścieżki dojściowej i śladów wspinania się.

1. Metamorfoza Gaduły; 7a
2. Bana; 6c
3. Ruchliwa; 6b
4. Jajeczpiczka; 7a
5. Żelazna psycha; 6c
6. Cygańskie korale; 7a
7. Szparali; 6b+
8. Full of Stars; 7b+[1].

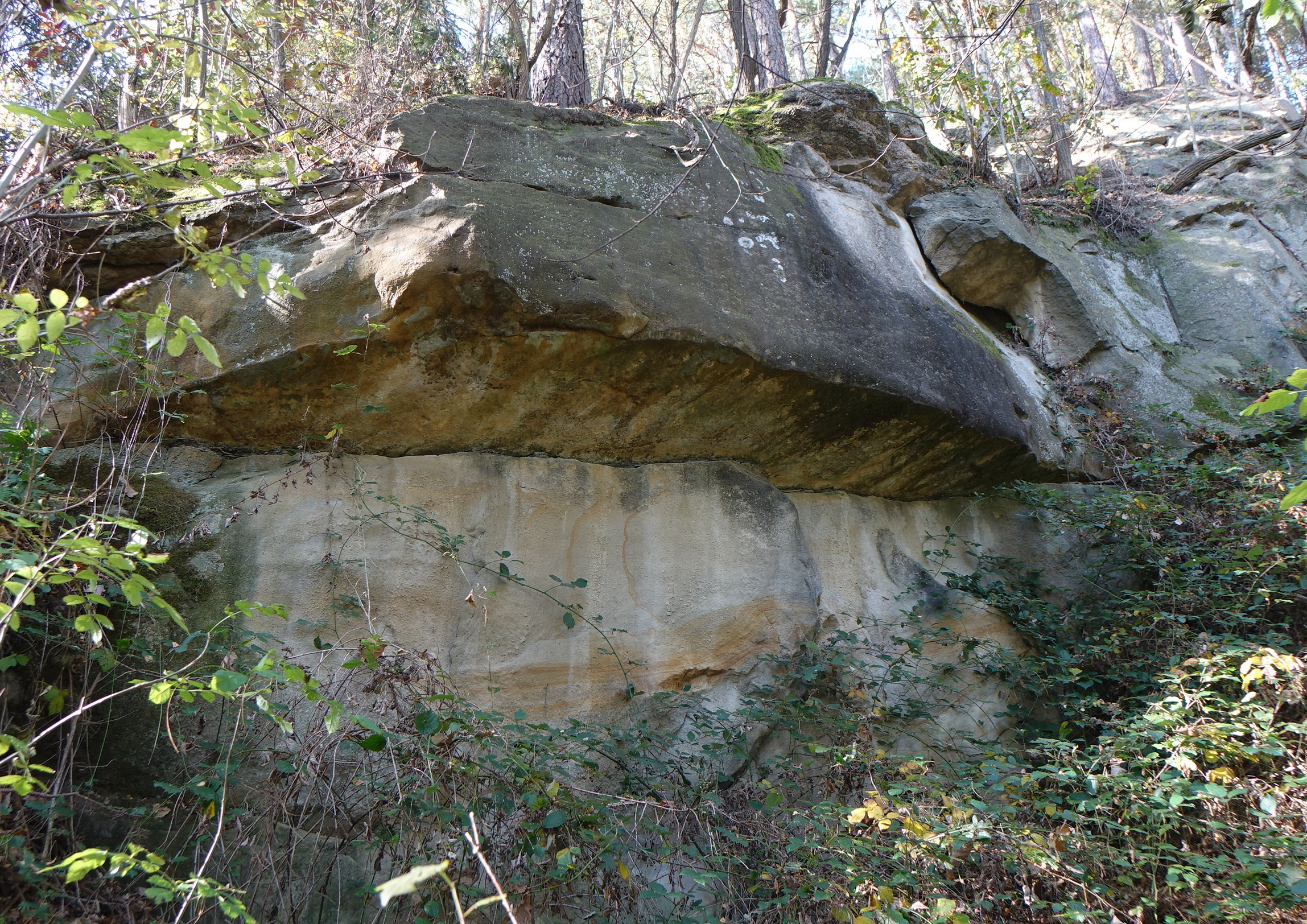
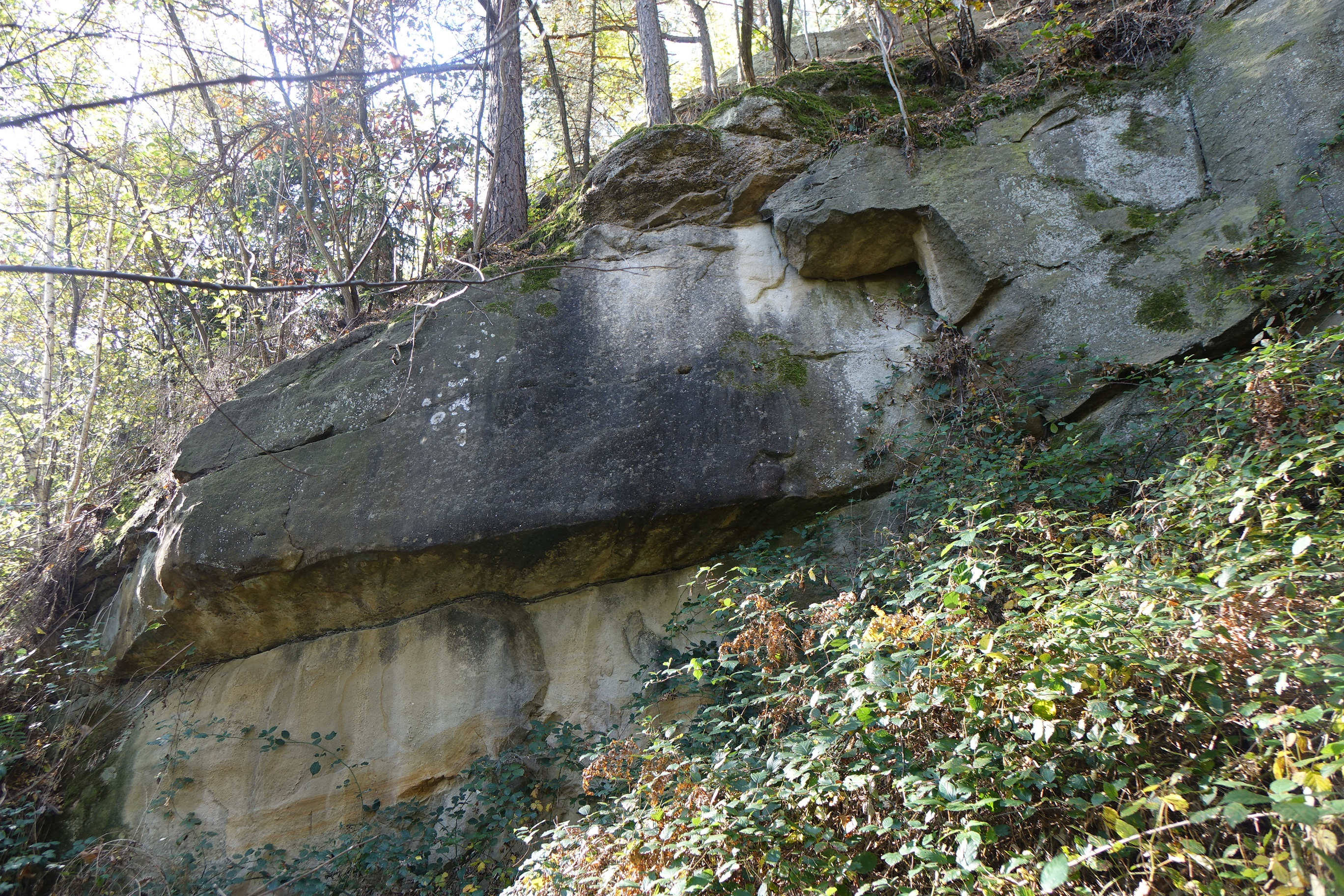
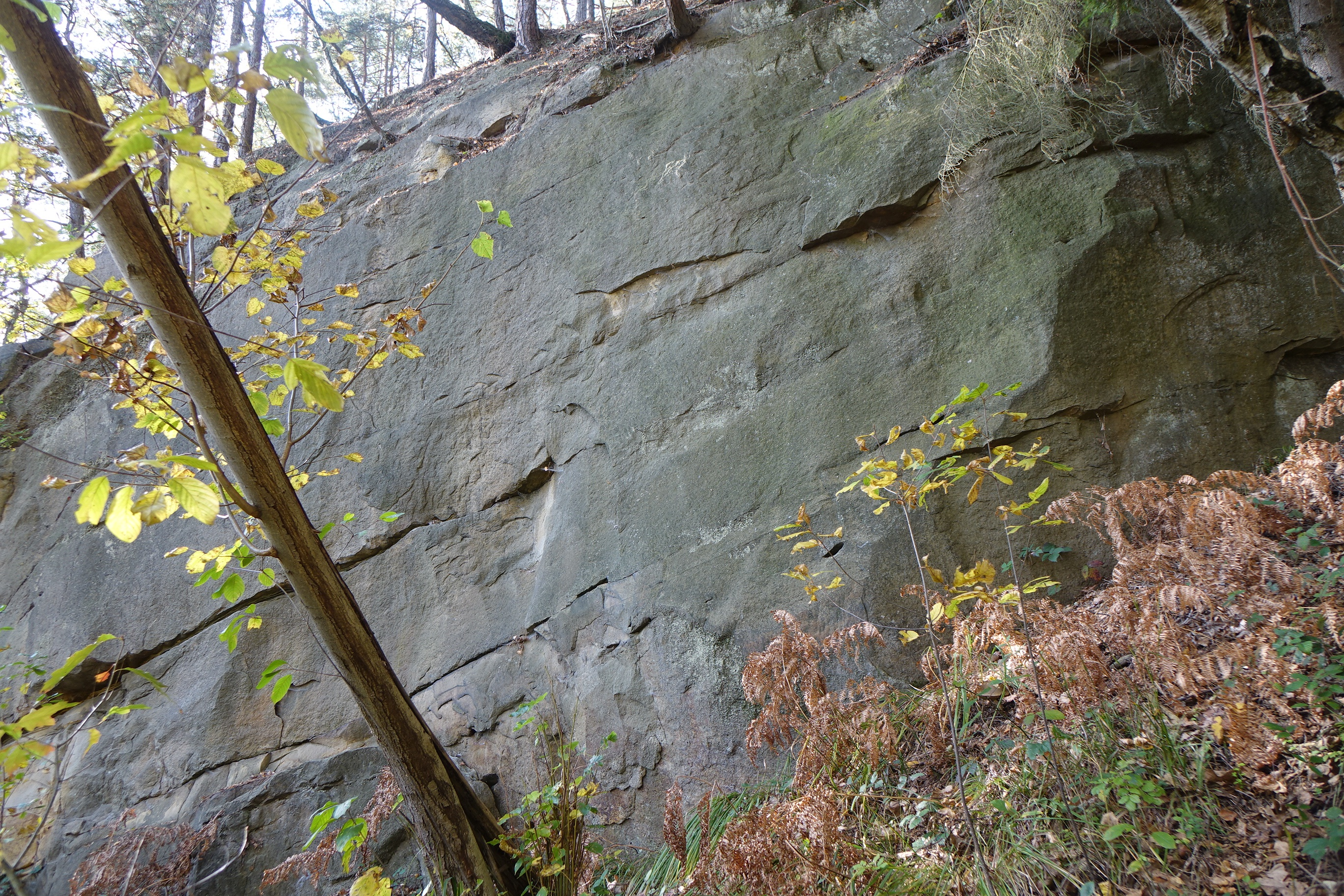
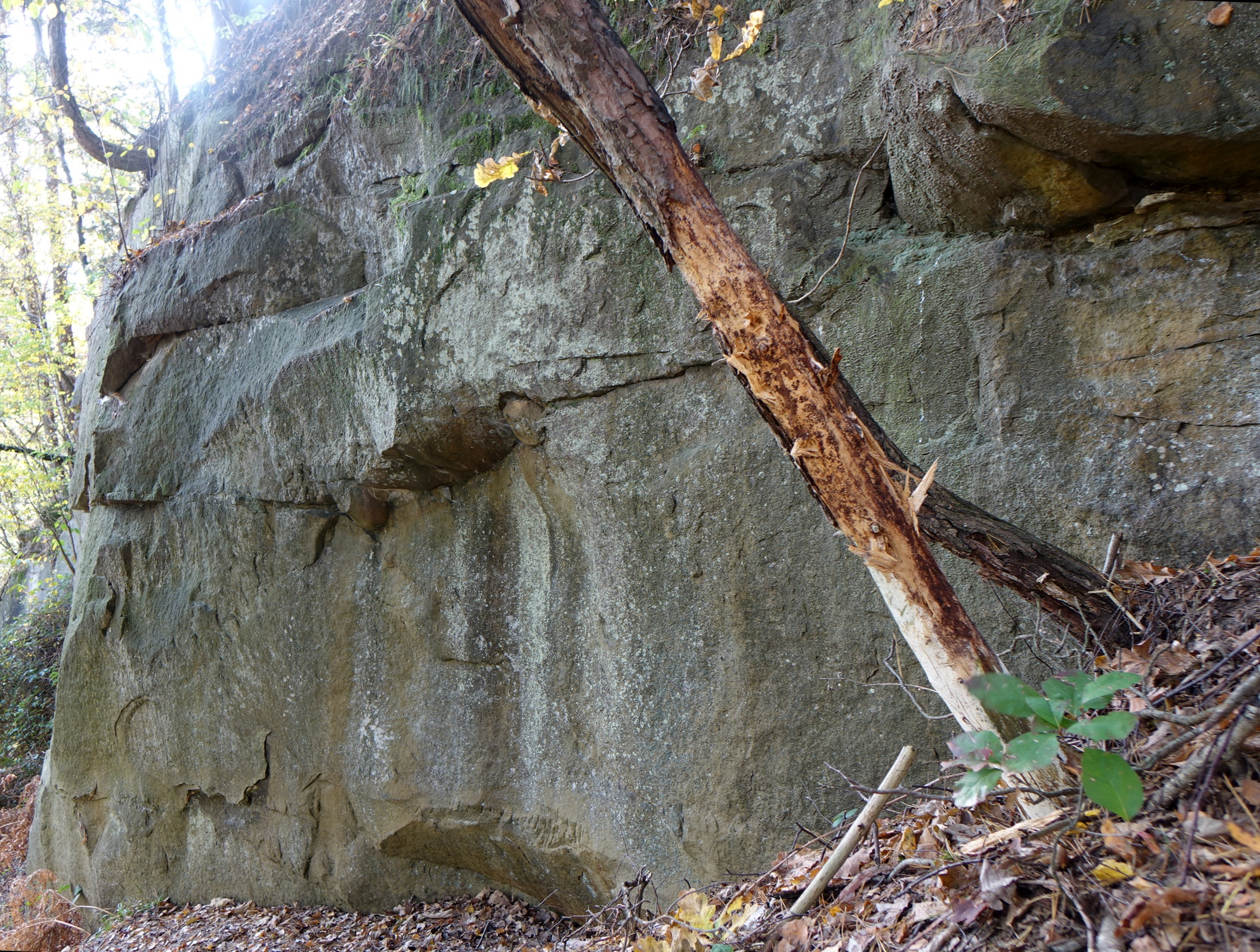

W okolicach Ruchliwej nad Jeziorem Dobczyckim znajdują się następne skały boulderingowe: Nowe Skały, Stare Skały, Nosek, Sąsiadka, Sąsiad.